# Mk VIII Cromwell
Tancul Cromwell a fost un tanc britanic folosit de către Armata britanică în timpul celui de-al Doilea Război Mondial, numit după comandantul parlamentarilor englezi Oliver Cromwell din Războiul Civil Englez. Acest tanc era primul tanc britanic care combina un tun care se putea folosi în mai multe scopuri, o viteză mare asigurată de un motor fiabil tip Meteor și un blindaj cu o grosime rezonabilă. Acest proiect a folosit mai târziu pentru tancul Comet.
Este foarte asemănător cu tancul englez Centaur, diferă doar motorul montat, Centaur având motor Liberty al tancului precedent, tancul Mk VI Crusader și tancul A24 Cavalier (numit și Cromwell I). Tancul Cromwell este echipat cu un motor mult mai puternic tip Meteor.
Cromwell a participat prima dată în acțiune în iunie 1944 în Bătălia Normandiei

## Producție
Au fost produse în total 4.016 tancuri, dintre care 950 erau Centaur și 3.066 Cromwell.

## Utilizare în luptă
Centaur era folosit în principal pentru antrenament și doar cele construite pentru rol special au fost în luptă.
Tancul Sherman a rămas tancul cel mai răspândit în unitățile de tancuri britanice și ale Commonwealth. Doar Divizia a 7-a Britanică de Tancuri a fost echipată în întregime cu tancuri Cromwell.
Cromwell a mai fost folosit în unitățile de recunoaștere în nord-vestul Europei mulțumită vitezei mari și a înălțimii mici.
În general Cromwell era considerat un tanc foarte fiabil, cu viteză remarcabilă și manevrabilitate, dar necesita mai multă întreținere, decât tancurile Sherman.

După război Cromwell a rămas în serviciul armatei britanice, apoi a participat în Războiul din Coreea cu Regimentul 7 Tancuri (7th Royal Tank Regiment).
Cromwell/Centaur a intrat în serviciu în Armata Greacă.

## Utilizatori
- Cehoslovacia
- Finlanda
- Grecia
- Israel
- Polonia
- Portugalia
- Regatul Unit